# غاري كاو
غاري كاو (بالإنجليزية: Gary Chaw)‏ (و. 1979  م) هو مغن مؤلف، وشاعر غنائي، ومغني ماليزي.

## التعليم
تعلم في جامعة أوكلاند.

## وصلات خارجية
- غاري كاو على موقع IMDb (الإنجليزية)
- غاري كاو على موقع ميوزك برينز (الإنجليزية)
- غاري كاو على موقع قاعدة بيانات الفيلم (الإنجليزية)

- غاري كاو في قاعدة بيانات الأفلام على الإنترنت